# 鶴野玲治
鶴野 玲治（つるの れいじ）は日本の工学者。九州大学教授。九州情報大学非常勤講師

## 略歴
1987年、大阪府立大学大学院情報科学修了。1993年大阪府立大学博士(工学)。論文名は「ボリュームデータの可視化と医療応用に関する研究」。2003年より現職。専門はコンピュータグラフィックス。CG-ARTS協会委員、ACM SIGGRAPH、EUROGRAPHICS、IEEEなどの会員。

## 活動概要
- コンピュータグラフィックスによるノンフォトリアリスティックレンダリング(NPR)、インタラクティブモデリング、ビジュアルシミュレーションなどの技法を研究。また、医療応用、アート分野などのへの展開を研究。
- 先導的デジタルコンテンツ創成支援ユニット(文部科学省科学技術振興調整費プロジェクト)教育課程担当。